# Альзен (Мозель)
Альзе́н (фр. Alzing) — коммуна на северо-востоке Франции, регион Гранд-Эст (бывший Эльзас — Шампань — Арденны — Лотарингия), департамент Мозель, округ Форбак — Буле-Мозель, кантон Бузонвиль.

## Географическое положение
Альзен расположен в 33 км к северо-востоку от Меца, недалеко от Бузонвиля. Граничит с коммунами: Шато-Руж и Обердорф на востоке, Тромборн на юго-востоке, Бреттнаш на юге, Ремельфан на западе, Бузонвиль на северо-западе.

## История
- Доисторические могильные холмы.
- Остатки древнеримской усадьбы между Альзеном и Бреттнашем.
- Ранее коммуна входила в состав Лотарингии.

## Демография
По переписи 2008 года в коммуне проживало 460 человек. 

## Достопримечательности
- Часовня Сен-Жозеф, 1934 года.